# Lipîbokî, Horodok
Lipîbokî (în ucraineană Ліпибоки) este un sat în comuna Veseleț din raionul Horodok, regiunea Hmelnîțkîi, Ucraina.

## Demografie
Componența lingvistică a localității Lipîbokî
     Ucraineană (100%)
Conform recensământului din 2001, toată populația localității Lipîbokî era vorbitoare de ucraineană (100%).